# الکسیوکا (شهرستان تویمازینسکی، باشقیرستان)
الکسیوکا (انگلیسی: Alexeyevka, Tuymazinsky District, Republic of Bashkortostan) یک شهرک در شهرستان تویمازینسکی استان باشقیرستان کشور روسیه است.